# Fasce di Van Allen

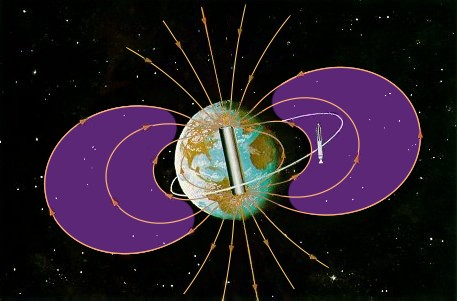
In viola, una sezione della fascia di Van Allen.

La fascia di Van Allen è una zona toroidale all'interno della magnetosfera terrestre, in cui si accumulano particelle cariche (plasma) che in genere derivano dal vento solare. La fascia si forma poiché queste particelle vengono trattenute dal campo magnetico terrestre per effetto della forza di Lorentz. Quando queste particelle si urtano tra loro, perdono energia cinetica sotto forma di radiazione che raggiunge i 30 keV.

## Scoperta
Le fasce prendono il nome da James Van Allen, a cui è attribuita la loro scoperta nel 1958. La loro presenza però, era già stata teorizzata prima dell'era spaziale, da Enrico Medi, Kristian Birkeland, Carl Størmer e Nicholas Christofilos, che ottennero la conferma sperimentale solo con il lancio delle missioni Explorer 1 ed Explorer 3 sotto la supervisione di James Van Allen nel 1958. I primi studi sistematici della fascia furono eseguiti grazie alle sonde Explorer 4 e Pioneer 3.

## Struttura
Dal punto di vista strutturale, la fascia di Van Allen consiste in realtà di due fasce che circondano il nostro pianeta, una interna e una esterna. Quella interna è molto stabile ed è costituita da plasma di elettroni e di ioni positivi ad alta energia, mentre quella esterna è costituita da soli elettroni ad alta energia ed è caratterizzata da un comportamento molto più dinamico, in particolare in risposta alle tempeste solari. A conferma della dinamicità della fascia esterna nel 2012, le sonde gemelle della NASA Radiation Belt Storm Probes (RBPS) hanno rilevato una transitoria terza fascia più esterna in una fase di compressione verso l'interno delle prime due.
Sebbene il termine fasce di Van Allen si riferisca esplicitamente alle cinture che circondano la Terra, simili strutture sono state osservate attorno ad altri pianeti per effetto dei rispettivi campi magnetici planetari. Al contrario il Sole, pur avendo un campo magnetico proprio, non possiede fasce di radiazioni durevoli nel tempo perché è privo di uno stabile campo di dipolo magnetico globale.
L'atmosfera terrestre limita inferiormente l'estensione delle fasce a un'altitudine di 200–1000 km; il loro confine superiore non arriva oltre 40.000 km, che corrispondono a circa 8 raggi terrestri, di distanza dalla superficie terrestre. Le fasce si trovano in un'area che si estende per circa 65 gradi a Nord e a Sud dell'equatore celeste. Quando particelle cariche di origine solare (vento solare) colpiscono l'alta atmosfera in corrispondenza delle alte latitudini lungo le linee di forza del campo magnetico terrestre, queste interagiscono con la sottostante ionosfera dando luogo a una fluorescenza nota come aurora polare.

### Fascia interna
La fascia di Van Allen interna, scoperta dai satelliti Explorer I e Explorer III, si estende tipicamente tra 1000 km e 12000 km di altezza sulla superficie terrestre. In particolari situazioni di attività solare intensa o in zone particolari, come l'Anomalia del Sud Atlantico (South Atlantic Anomaly SAA), il confine interno può trovarsi anche a solo circa 200 km dalla superficie terrestre.
La fascia interna contiene concentrazioni abbastanza alte di elettroni con energie dell'ordine di centinaia di keV, e protoni energetici che superano i 100 MeV, intrappolati dal campo magnetico locale che è relativamente alto rispetto alla fascia esterna.
Si ritiene che i protoni nella fascia interna alle quote più basse con energia superiore ai 50 MeV siano il risultato del decadimento beta dei neutroni in seguito alle collisioni dei raggi cosmici con i nuclei nell'alta atmosfera. I protoni con energia più bassa sono invece originati dalla diffusione di protoni in seguito a cambi del campo magnetico durante le tempeste geomagnetiche.
A causa del leggero disallineamento della fascia rispetto al centro geometrico della Terra, la fascia interna ha il suo punto più vicino alla superficie terrestre in corrispondenza dell'Anomalia del Sud Atlantico.

### Fascia esterna

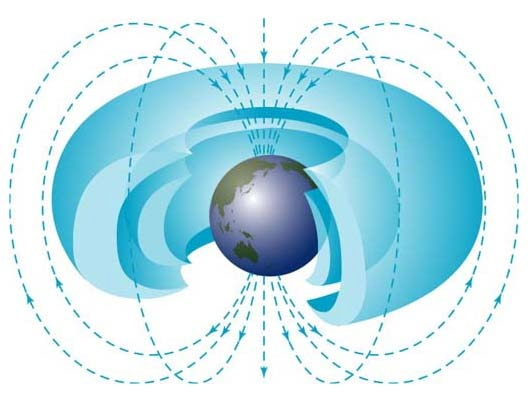
Rappresentazione della fascia di van Allen e delle linee di forza che la percorrono

La fascia di Van Allen esterna ha una forma toroidale; si estende a un'altitudine di circa 13.000–65.000 km (tra 3 10 raggi terrestri, RE) ed è particolarmente intensa tra 14.500 km e 19.000 km (da 4 a 5 RE). Si ritiene che essa consista di plasma intrappolato dalla magnetosfera della Terra. Il satellite sovietico Luna 1 ha registrato la presenza di pochissime particelle altamente cariche all'interno di questa fascia. Qui gli elettroni mostrano un flusso particolarmente intenso e quelli con un'energia cinetica E > 40 keV possono disperdersi nello spazio interplanetario. Questa continua perdita di particelle cariche è un effetto del vento solare.
La fascia di radiazione elettronica è dovuta principalmente ad una diffusione radiale con direzione verso l'interno, oltre ad un'accelerazione locale collegata al trasferimento di energia tra onde di plasma in modalità whistler verso la fascia degli elettroni. Questi ultimi vengono continuamente rimossi in seguito a collisioni con l'atmosfera terrestre, perdite nella magnetopausa e diffusione verso l'esterno.
La fascia esterna contiene diversi tipi di particelle, fra cui elettroni e numerosi ioni. La maggior parte degli ioni compare sotto forma di protoni energetici e vi è anche una certa percentuale di particelle alfa e di ioni di ossigeno O+ simili a quelli presenti nell'atmosfera, ma assai più energetici. La presenza di diverse categorie di particelle suggerisce che la fascia sia generata dalla concomitanza di diversi fenomeni.
Rispetto alla fascia interna, quella esterna è più estesa, è circondata da una regione a bassa intensità nota come ring current, contiene una maggiore varietà di particelle ed è caratterizzata da un livello di energia minore (meno di 1 MeV), che aumenta significativamente solo quando una tempesta magnetica provoca la risalita di nuove particelle dalla magnetosfera.
Il merito della scoperta della fascia esterna è conteso fra gli Stati Uniti (con l'Explorer 4) e l'Unione Sovietica (con gli Sputnik II/III).

## Origini

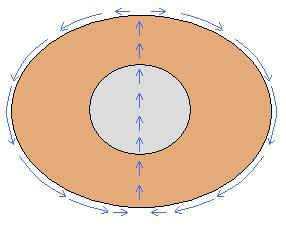
Illustrazione esplicativa del flusso elettronico nella polarità terrestre, l'immagine mostra volutamente una Terra più appiattita per rendere più comprensibile il concetto

Si ritiene comunemente che le fasce di Van Allen siano il risultato della collisione del vento solare con il campo magnetico terrestre. Infatti le particelle cariche del vento solare entrando nel campo magnetico terrestre vengono deviate per effetto della forza di Lorentz. Le particelle elettrocariche vengono quindi respinte dalle regioni dove il campo magnetico è più intenso, ovvero quelle polari, e continuano a oscillare in direzione nord-sud nelle zone tropicali ed equatoriali, spiraleggiando intorno alle linee di forza del campo magnetico
La separazione fra la fascia interna e quella esterna è causata dalla presenza di onde radio a bassa frequenza che respingono le eventuali particelle che potrebbero venirsi a trovare in questa regione. Tempeste magnetiche particolarmente intense possono spingere delle particelle cariche in questa zona, ma entro pochi giorni l'equilibrio viene ristabilito. Si pensava inizialmente che queste onde radio fossero generate da turbolenze presenti nelle fasce stesse, ma un recente studio ad opera di James L. Green, del Goddard Space Flight Center della NASA, ha evidenziato un legame con le misure dell'intensità e della distribuzione dei fulmini effettuate dal satellite Micro Lab 1.
In passato l'Unione Sovietica accusò gli Stati Uniti di aver dato origine alla fascia di van Allen interna a seguito di test nucleari effettuati nel Nevada; allo stesso modo l'URSS stessa è stata accusata dagli statunitensi di aver generato la fascia esterna. Non è chiaro come gli effetti degli esperimenti nucleari avrebbero potuto superare l'atmosfera e raggiungere l'altitudine che caratterizza le fasce di radiazioni; certamente non è stata osservata alcuna diminuzione apprezzabile della loro intensità da quando i test nucleari nell'atmosfera sono stati banditi per trattato.

## Influenze sul volo spaziale
I pannelli fotovoltaici, i circuiti integrati e i sensori possono rimanere danneggiati da intensi livelli di radiazione. Nel 1962 un'esplosione nucleare ad alta quota, la cosiddetta prova Starfish Prime, provocò un temporaneo aumento di energia nella regione, causando malfunzionamenti in numerosi satelliti. Per questo motivo, quando si progetta l'orbita di un satellite artificiale, si tenta il più possibile di evitare di fargli attraversare le fasce di Van Allen. Può anche accadere che le componenti elettroniche delle sonde risultino danneggiate da forti tempeste magnetiche. La miniaturizzazione e la digitalizzazione dei circuiti logici ed elettronici hanno reso i satelliti più vulnerabili all'influsso delle radiazioni poiché la carica degli ioni impattanti può essere addirittura maggiore di quella contenuta nel circuito. Attualmente i sistemi elettronici dei satelliti vengono resi più resistenti alle radiazioni per durare più a lungo. Per esempio i sensori del telescopio spaziale Hubble vengono sovente spenti quando l'apparecchio attraversa regioni di radiazione intensa, come l'Anomalia del Sud Atlantico.